# Le’a Rabin
Le’a Rabin (hebr.: לאה רבין, ang.: Leah Rabin, ur. jako Leah Schlossberg 8 kwietnia 1928 w Królewcu, zm. 12 listopada 2000 w Petach Tikwie) – izraelska działaczka pokojowa, żona premiera Icchaka Rabina, w młodości bojowniczka Palmachu.

## Życiorys

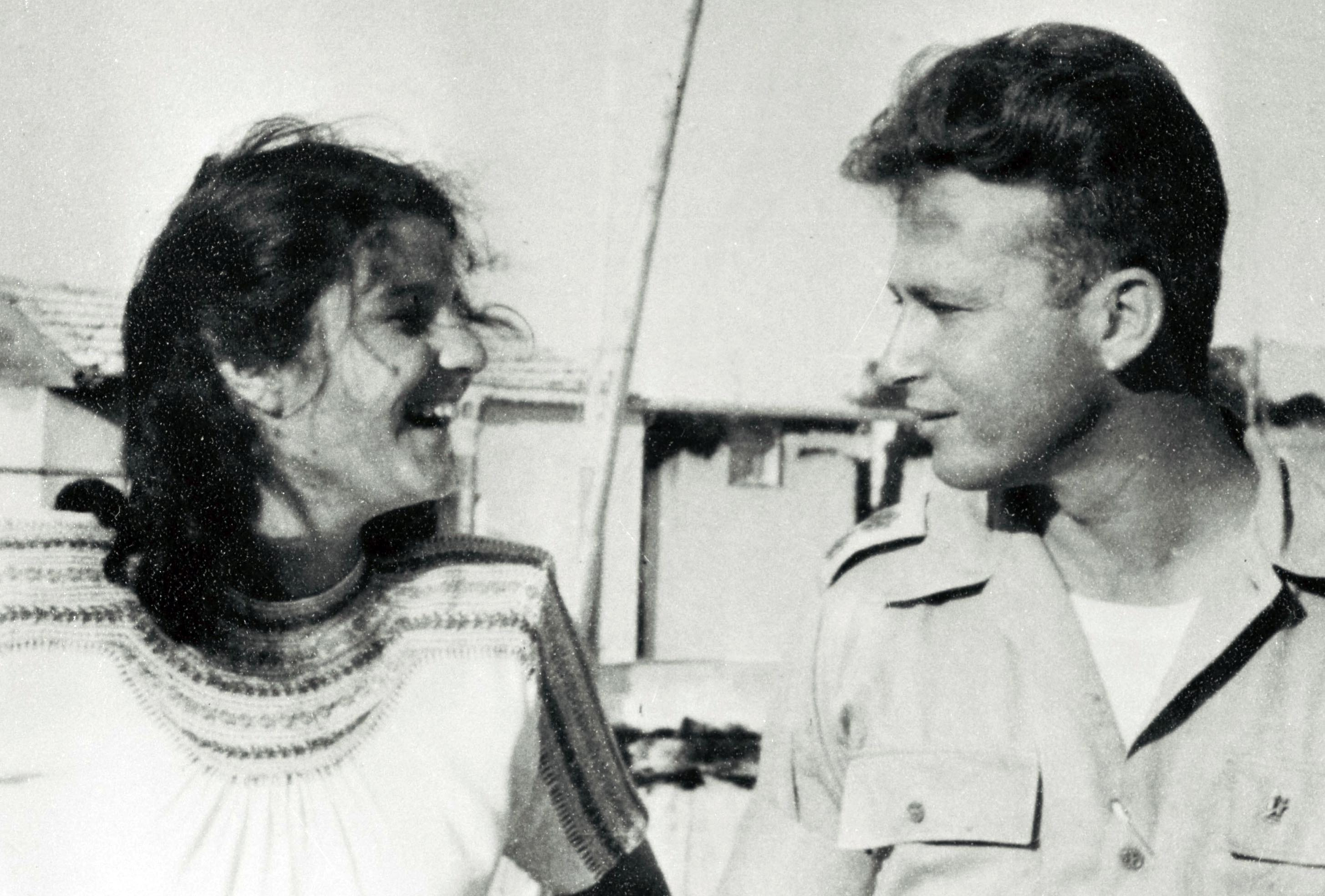
Le’a Rabin z mężem (1948)

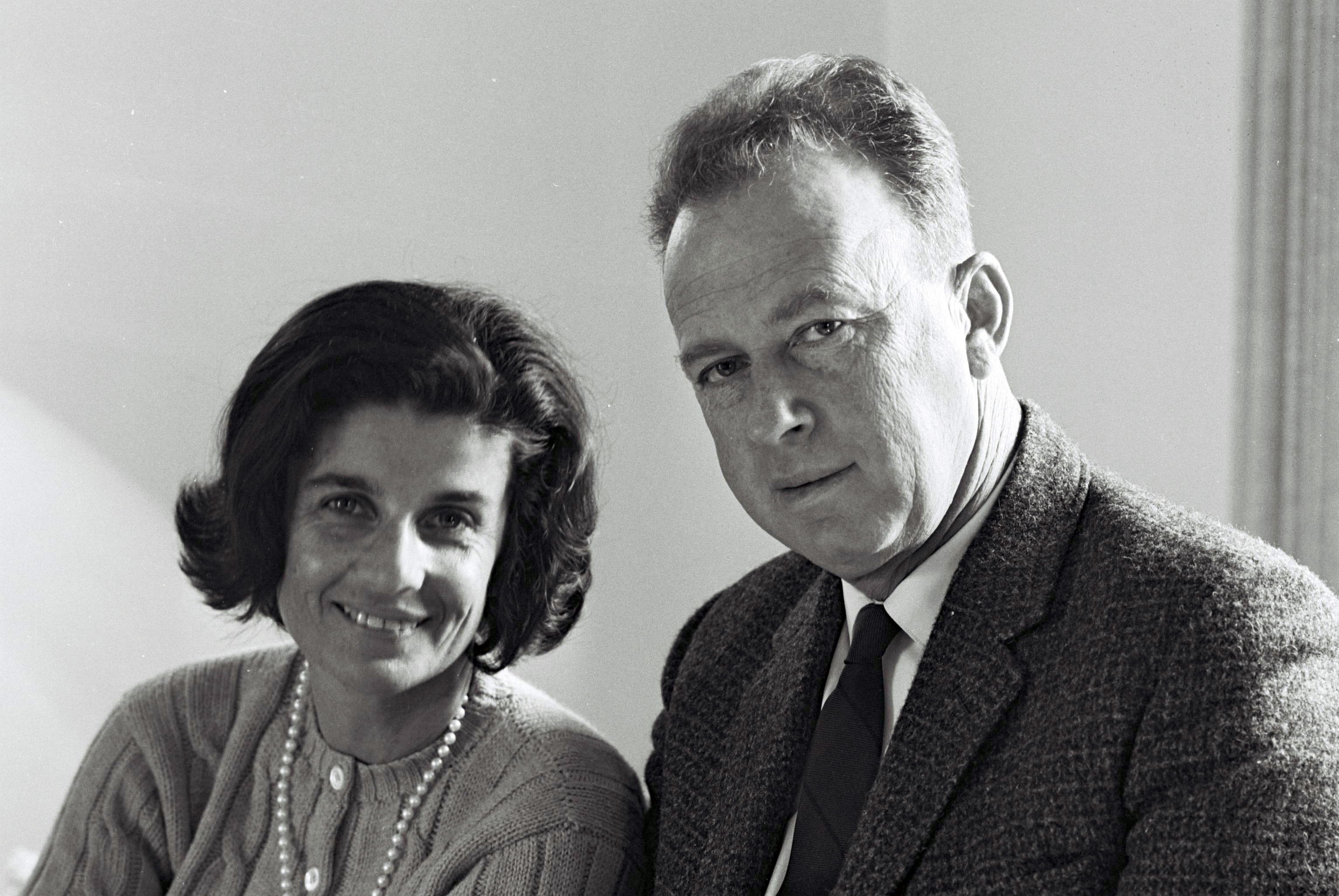
Le’a Rabin z mężem, wówczas ambasadorem w USA (1968)

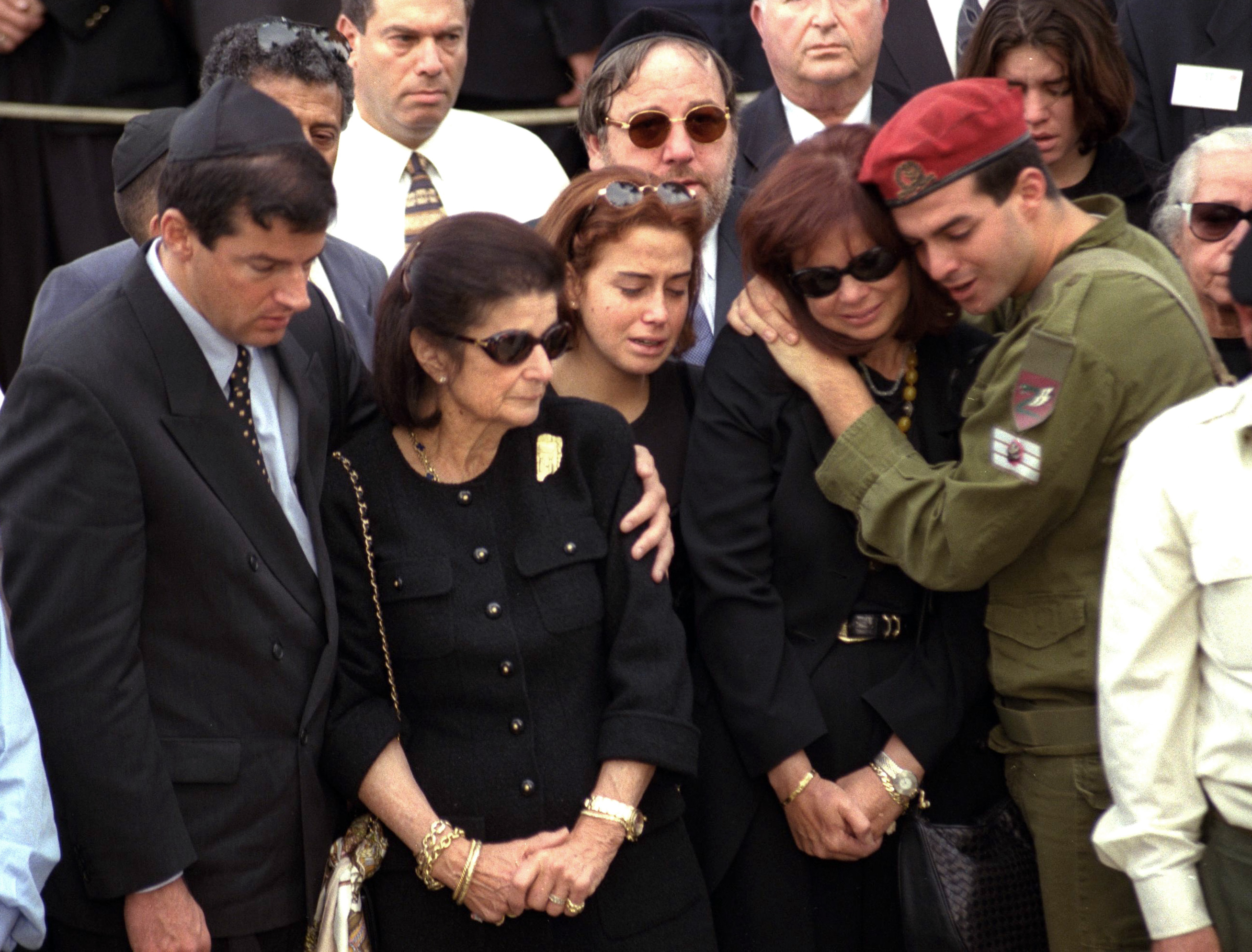
Pogrzeb Icchaka Rabina: Juwal, Le’a, wnuczka No’a, Dalja i wnuk Jonatan

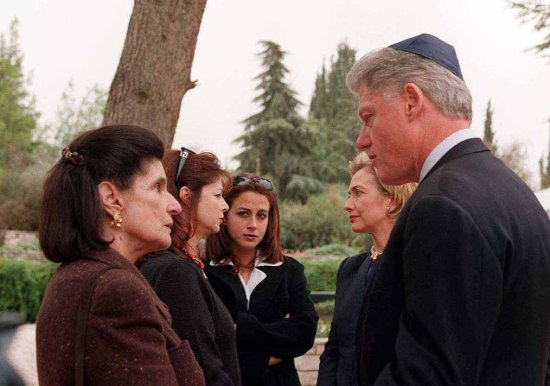
Le’a Rabin z Billem i Hillary Clinton

Urodziła się 8 kwietnia 1928 w Królewcu w ówczesnych Prusach Wschodnich jako Leah Schlossberg.
W 1933 po dojściu Hitlera do władzy w Niemczech jej rodzina wyemigrowała do Palestyny, stanowiącej wówczas brytyjski mandat. Wychowywała się w Tel Awiwie. W 1940 ledwie uniknęła śmierci podczas bombardowania miasta przez włoskie lotnictwo, zginęło wówczas ponad 100 osób. Jako nastolatka rozpoczęła służbę w Palmachu – jednostkach bojowych organizacji paramilitarnej Hagana, gdzie poznała swojego przyszłego męża, starszego od niej o 6 lat – Icchaka. Pobrali się podczas wojny o niepodległość Izraela. Pracowała jako redaktorka gazety wydawanej przez Palmach.
Mieli dwoje dzieci – Dalję (ur. 1950) i Juwala.
Byli uznawani za dobre małżeństwo. Le’a wspierała męża podczas całej jego kariery politycznej, jednak była również przyczyną jego kłopotów. Pod koniec jego pierwszej kadencji jako szefa rządu, przed wyborami w 1977, wyszło na jaw, że Le’a posiadała konto bankowe w Stanach Zjednoczonych, co było zakazane przez izraelskie prawo. W konsekwencji Icchak Rabin zrezygnował ze stanowiska premiera (powrócił na nie w 1992) oraz przewodniczącego Partii Pracy. Jego następcą na tym stanowisku, jednocześnie kandydatem na premiera Koalicji Pracy, został Szimon Peres, majowe wybory lewica przegrała i po raz pierwszy w historii Izraela władzę objęła prawica z Likudem na czele.
Po śmierci Icchaka Rabina w zamachu w 1995 przekonała Szimona Peresa, a także kolejnych premierów, aby zapewnili jej biuro, sekretarkę i inne benefity dostępne normalnie dla byłych premierów. Środków tych użyła do kontynuowania dzieła męża, prowadząc międzynarodową kampanię na rzecz pokoju izraelsko-palestyńskiego. W pewnym momencie pojawiły się informacje, że jest przymierzana do stanowiska ambasadora Izraela przy Organizacji Narodów Zjednoczonych.

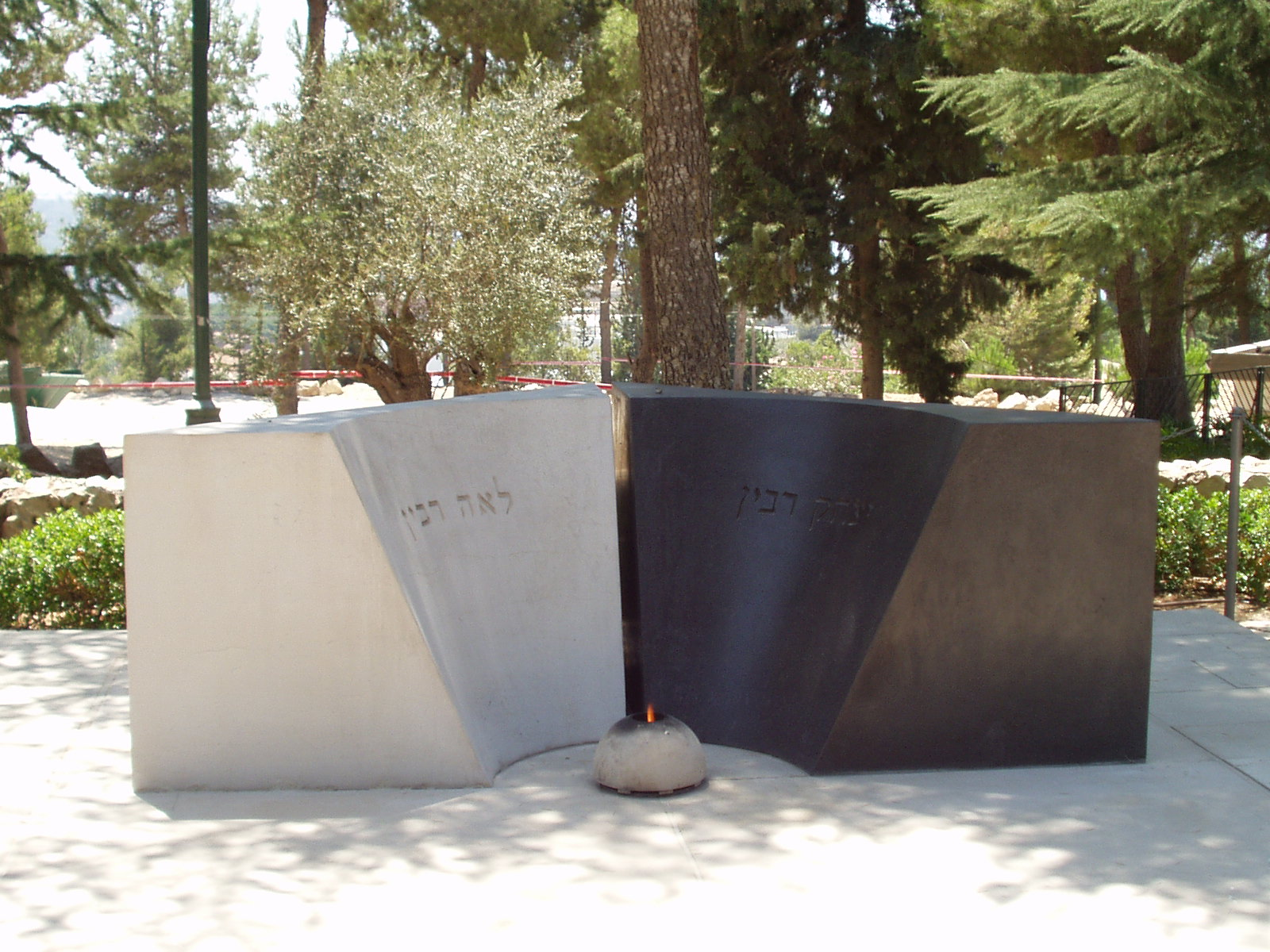
Grobowiec Le’i i Icchaka Rabinów na Wzgórzu Herzla w Jerozolimie

Chorowała na czerniaka, o którym dowiedziała się w 1999. Na początku listopada 2000 przeszła zawał serca. Zmarła 12 listopada w Centrum Medycznym Rabina w Petach Tikwie.
Została pochowana koło męża na cmentarzu na Wzgórzu Herzla w Jerozolimie.